# Даг Шваб
Да́глас «Даг» Шваб (англ. Douglas «Doug» Schwab; нар. 3 серпня 1977, Оседж (Айова), округ Мітчелл, штат Айова) — американський борець вільного стилю, разовий срібний та разовий бронзовий призер чемпіонатів світу, разовий срібний та разовий бронзовий призер Панамериканських чемпіонатів, разовий срібний та разовий бронзовий призер Панамериканських ігор, разовий срібний та разовий бронзовий призер Кубків світу, учасник Олімпійських ігор.

## Життєпис
Боротьбою почав займатися з 1982 року.
Виступав за борцівський клуб «Gator» Айова-Сіті. Тренер — Том Брендс (з 1996).
Даг Шваб був тричі учасником Всеамериканських чемпіонатів, виступаючи за команду Університету Айови, посів перше місце в 1999 році, третє в 2000 році і друге в 2001 році. Він потрапив до збірної США з вільної боротьби на чемпіонат світу в 2007 році та до олімпійської команди в 2008 році, обидва рази у вазі до 66 кг.
На Олімпіаді 2008 року в Пекіні поступився в першому кваліфікаційному раунді українцю Андрію Стадніку з рахунком 0:6, але оскільки український спортсмен пробився до фіналу, американець здобув право на втішний раунд за бронзові нагороди. Але він знову поступився, цього разу представнику Індії Сушилу Кумару з рахунком 4:7 і залишився без медалі.
Завершив свою університетську кар'єру зі 130 перемогами.
Після завершення кар'єри борця зосередився на тренерській діяльності. З 2010 року працює головним тренером з боротьби в Університеті Північної Айови. Під його керівництвом тринадцять студентів-спортсменів Університету Північної Айови здобули 20 нагород Всеамериканських чемпіонатів.
Включений до Зали слави боротьби Айови у 2014 році.
Шваб здобув ступінь бакалавра комунікації в Університеті Айови в 2001 році. Він і його дружина Еллісон, колишня софтболістка Вірджинія Теч, мають двох синів, Хайдена і Хендрікса, і двох дочок-близнючок, Дженну і Леннон.

## Спортивні результати на міжнародних змаганнях

### Виступи на Олімпіадах
| Змагання                    | Збірна | Вагова категорія          | Місце |
| --------------------------- | ------ | ------------------------- | ----- |
| Літні Олімпійські ігри 2008 | США    | вільна боротьба, до 66 кг | 14    |

### Виступи на Чемпіонатах світу
| Змагання                        | Збірна | Вагова категорія          | Місце |
| ------------------------------- | ------ | ------------------------- | ----- |
| Чемпіонат світу з боротьби 2007 | США    | вільна боротьба, до 66 кг | 5     |

### Виступи на Панамериканських чемпіонатах
| Змагання                                   | Збірна | Вагова категорія          | Місце  |
| ------------------------------------------ | ------ | ------------------------- | ------ |
| Панамериканський чемпіонат з боротьби 2006 | США    | вільна боротьба, до 66 кг | Золото |

### Виступи на Панамериканських іграх
| Змагання                  | Збірна | Вагова категорія          | Місце  |
| ------------------------- | ------ | ------------------------- | ------ |
| Панамериканські ігри 2007 | США    | вільна боротьба, до 66 кг | Бронза |

### Виступи на інших змаганнях
| Змагання                               | Збірна | Вагова категорія          | Місце  |
| -------------------------------------- | ------ | ------------------------- | ------ |
| Manitoba Open 2002                     | США    | вільна боротьба, до 66 кг | Золото |
| Міжнародний меморіал Дейва Шульца 2003 | США    | вільна боротьба, до 66 кг | Срібло |
| Міжнародний меморіал Дейва Шульца 2004 | США    | вільна боротьба, до 66 кг | Бронза |